# Vahina Giocante
Vahina Giocante (sinh 30/06/1981) là một diễn viên người Pháp.

## Danh mục phim
- 1997: Marie, Baie des anges de Manuel Pradal: Marie
- 1998: Voleur de vie d’Yves Angelo: Sigga
- 1999: Le Libertin de Gabriel Aghion: Angélique Diderot
- 1999: Pas de scandale de Benoît Jacquot: Stéphanie
- 2000: Les Fantômes de Louba de Martine Dugowson: Jeannie adolescente
- 2001: Vivante de Sandrine Ray: Claire
- 2001: L'Algérie des chimères (TV): Jeanne
- 2001: Bella ciao de Stéphane Giusti: Bianca Mancini
- 2003: Maigret et les Petits Cochons sans queue (TV, 1 épisode de la série Maigret): Germaine Leblanc
- 2004: Le Cadeau d'Elena de Frédéric Graziani: Marie
- 2004: Riviera d’Anne Villacèque: Stella
- 2004: Blueberry, l'expérience secrète de Jan Kounen: Madeleine
- 2005: Lila dit ça, de Ziad Doueri: Lila
- 2005: Nuit noire 17 octobre 1961 d’Alain Tasma: Marie-Hélène
- 2005: La Vierge et la Drogue
- 2006: Un lever de rideau de François Ozon: Rosette
- 2006: U de Serge Élissalde: voix de U
- 2007: 99 francs de Jan Kounen: Sophie
- 2008: Secret défense de Philippe Haïm: Diane / Lisa
- 2009: Bellamy de Claude Chabrol: Nadia Sancho
- 2009: Le Premier Cercle de Laurent Tuel: Élodie
- 2010: La Blonde aux seins nus de Manuel Pradal: Rosalie
- 2010: Krach de Fabrice Genestal: Sybille Malher
- 2010: Mon père, Francis le Belge de Frédéric Balekdjian (TV): Marion
- 2010: 5150 Hold de Shirley Monsarrat: Lisa / Marie
- 2011: 30 Beats de Alexis Lloyd: Kim
- 2013: Un prince (presque) charmant de Philippe Lellouche: Marie 2
- 2013: Turf de Fabien Onteniente: Banette